# Aeroporto Internacional de Lambert–St. Louis
O Aeroporto Internacional de Lambert–St. Louis (IATA: STL, ICAO: KSTL, FAA LID: STL) é um aeroporto público localizado na cidade de Saint Louis, Missouri, Estados Unidos. É o maior e mais movimentado aeroporto do estado, com 255 partidas diárias para cerca de 90 rotas nacionais e internacionais. Em 2012, mais de 13 milhões de passageiros viajaram através do aeroporto. 
O aeroporto serve como hub da companhia aérea Southwest Airlines.